# آربون-لا-فوره
آربون-لا-فوره (به فرانسوی: Arbonne-la-Forêt) یک کمون در فرانسه است که در سن-ا-مارن واقع شده‌است. آربون-لا-فوره ۱۵٫۰۸ کیلومتر مربع مساحت دارد.